# Ouverture solennelle sur l'hymne national danois

L'Ouverture solennelle sur l'hymne national danois, op. 15, est une œuvre en ré majeur composée par Piotr Ilitch Tchaïkovski en 1866 pour le mariage du tsar Alexandre III avec la princesse Dagmar de Danemark et révisée par le compositeur en 1892.